# Alexandra Breckenridge
Alexandra Hetherington Breckenridge (* 15. května 1982, Bridgeport, Connecticut, USA) je americká herečka, fotografka a dabérka. V seriálu Griffinovi dabovala několik postav. V roce 2011 hrála v seriálu od stanice FX - American Horror Story: Murder House Moiru O'Hara (mladší). Později v roce 2013 hrála v American Horror Story postavu jménem Kaylee. Roli Jessie Anderson si zahrála v seriálu Živí mrtví. Od roku 2018 hraje roli Sophie v seriálu Tohle jsme my.

## Životopis
Narodila se v Bridgeport ve státě Connecticut. Žila v Darien, ale v 10 letech se odstěhovala do Los Angeles. Rok poté se opět stěhovala, a to do Mill Valley (Kalifornie). Když jí bylo 13, začala se zajímat o zpěv, herectví a fotografování. V 15 letech se znovu přestěhovala do Los Angeles a začala svoji kariéru herectví.

## Osobní život
V září 2015 se provdala za kytaristu Caseyho Hoopera. 3. září 2016 se jim narodilo syn, Jack Breckenridge Hooper a v prosinci roku 2017 se jim narodila dcera.

## Filmografie

### Filmy
| Rok  | Název                                   | Role                | Poznámky            |
| ---- | --------------------------------------- | ------------------- | ------------------- |
| 2002 | Orange County                           | Anna                |                     |
| 2002 | Velký tlustý lhář                       | Jamie Shepherd      |                     |
| 2002 | Nebezpečná přání                        | Kristie             |                     |
| 2002 | Klan upírů                              | Charity Lynn Keesee |                     |
| 2002 | Slasher Flick                           | Laura               | Krátkometrážní film |
| 2003 | D.E.B.S.                                | Amy                 | Krátkometrážní film |
| 2005 | Kruhy                                   | Vanessa             | Krátké video        |
| 2006 | Super náhradník                         | Monique             |                     |
| 2006 | Jack Rabbit                             | Harley              | Krátkometrážní film |
| 2008 | The Art of Travel                       | Kate                |                     |
| 2009 | The Bridge to Nowhere                   | Sienna              |                     |
| 2011 | Černá hodina                            | Alicia              |                     |
| 2012 | Ticket Out                              | Jocelyn             |                     |
| 2014 | Other People's Children                 | Ariel               |                     |
| 2015 | Always Watching: A Marble Hornets Story | Sara                |                     |
| 2015 | Dark                                    | Leah                |                     |
| 2015 | Probuzená posedlost                     | Christy             |                     |
| 2016 | Broken Vows                             | Debra               |                     |
| 2017 | Grown Ups                               | Carly               | Krátkometrážní film |
| —    | In Limbo                                | Amy                 |                     |

### Televize
| Rok       | Název                                     | Role                        | Poznámky                                                     |
| --------- | ----------------------------------------- | --------------------------- | ------------------------------------------------------------ |
| 1998      | Even the Losers                           | Neznámá                     | Televizní film                                               |
| 1999      | Locust Valley                             | Arden                       | Televizní film                                               |
| 2000      | Dawsonův svět                             | Kate Douglas                | díl: „Valentine's Day Massacre“                              |
| 2000      | Machři a šprti                            | Shelly Weaver               | díl: „Looks and Books“                                       |
| 2000      | Opposite Sex                              | Francise                    | 3 díly                                                       |
| 2001      | Kolej, základ života                      | Upjatá dívka                | díl: „Prototyp“                                              |
| 2002      | Kolej, základ života                      | Celeste                     | díl: „Erikova poslední šance“                                |
| 2002      | Čarodějky                                 | Michelle Miglis             | díl: „Paige z minulosti“                                     |
| 2002      | Buffy, přemožitelka upírů                 | Kit Holburn                 | díl: „Lekce“                                                 |
| 2004      | Mystery Girl                              | Katie Hill                  | Televizní film                                               |
| 2004      | Kriminálka Las Vegas                      | Lisa 'Cleopatra' Hunt       | díl: „Povolené šrouby“                                       |
| 2004      | JAG                                       | Pia Bonfilio                | díl: „V sousedství“                                          |
| 2005      | Murder Book                               | Sarah                       | Televizní film                                               |
| 2005      | Romy a Michele: Nový začátek              | Michele Weinberger          | Televizní film                                               |
| 2005      | Médium                                    | Isabel Galvan               | díl: „Podivná sebevražda“                                    |
| 2005      | Sex, láska a tajemství                    | Maddie Lyall                | díl: „Protection“                                            |
| 2005–2018 | Griffinovi                                | Různé postavy               | 65 dílů                                                      |
| 2006      | Americký táta                             | Dívka                       | díl: „With Friends Like Steve's“                             |
| 2007      | Agentura Jasno                            | Betty                       | díl: „Duch Šílené Sherry“                                    |
| 2007–2008 | Dirt                                      | Willa McPherson             | 20 dílů                                                      |
| 2008      | Cavalcade of Cartoon Comedy               | Princezna Broskvička (hlas) | 2 díly                                                       |
| 2008–2011 | Seznam Ex                                 | Vivian                      | 13 dílů                                                      |
| 2010      | Son of Tucson                             | Gina                        | 2 díly                                                       |
| 2010      | Změna je život                            | Abby Cassidy                | 5 dílů                                                       |
| 2011      | Cooper and Stone                          | Jenna Cooper                | Televizní film                                               |
| 2011      | Franklin a Bash                           | Emily Claire                | díl: „Bachelor Party“                                        |
| 2011      | Pravá krev                                | Katerina Pelham             | 4 díly                                                       |
| 2011      | American Horror Story: Murder House       | Moira O'Hara (mladší)       | 6 dílů                                                       |
| 2012      | Save Me                                   | Carly Brugano               | 8 dílů                                                       |
| 2012      | Man at Work                               | Katelyn                     | díl: „Wake and Bake“                                         |
| 2013      | American Horror Story: Coven              | Kaylee                      | 2 díly                                                       |
| 2014      | Mizera                                    | Brooke                      | díl: „Holiči“                                                |
| 2015–2016 | Živí mrtví                                | Jessie Anderson             | vedlejší role (5. řada), hlavní role (6. řada), 14 dílů      |
| 2015      | Extant                                    | Zoe Grant                   | díl: „Morphoses“                                             |
| 2016      | Pure Genius                               | Margot Byer                 | díl: „Pilot“                                                 |
| 2017–2022 | Tohle jsme my                             | Sophie                      | vedlejší role (1. a 3. řada), hlavní role (2. řada), 35 dílů |
| 2018      | Zákon a pořádek: Útvar pro zvláštní oběti | Sarah Kent                  | díl: „Mea Culpa“                                             |
| 2018      | Christmas Around the Corner               | Claire                      | TV film                                                      |
| 2019–2022 | Virgin River                              | Melinda Monroe              | hlavní role                                                  |
| 2020      | Love in Store                             | Terrie Carpenter            | TV film                                                      |

## Ocenění a nominace
| Rok  | Ocenění                                          | Kategorie                          | Práce         | Výsledek  |
| ---- | ------------------------------------------------ | ---------------------------------- | ------------- | --------- |
| 2015 | International Filmmaker Festival of World Cinema | nejlepší herečka ve vedlejší roli  | Dark          | vítězství |
| 2017 | Best Actors Film Festival                        | nejlepší herečka ve vedlejší roli  | Grown Ups     | vítězství |
| 2017 | Best Shorts Competition                          | nejlepší herečka v hlavní roli     | Grown Ups     | vítězství |
| 2017 | Best Shorts Competition                          | nejlepší obsazení                  | Grown Ups     | vítězství |
| 2018 | Gold Derby Awards                                | nejlepší obsazení                  | Tohle jsme my | nominace  |
| 2018 | Screen Actors Guild Awards                       | nejlepší seriálová obsazení: drama | Tohle jsme my | vítězství |